# Робигалия
Робигалия (на латински: Robigalia, Rōbīgālia, Rūbīgālia) е фестивал, празник в Древен Рим на 25 април в чест на бог Робигус. 
Според Плиний празникът е на 24 април и Фламин Квириналис жертвопринася едно куче с ръждив цвят (лат.: rōbīginōsus, rūbīginōsus).